# Octopamin
Octopamin, auch Norsynephrin, ist ein Neurotransmitter, der im Nervensystem von wirbellosen Tieren (Invertebraten), aber auch in einigen Pflanzen wie Zitronen vorkommt. Es ist ein Strukturanalogon des Noradrenalins der Wirbeltiere. Aus chemischer Sicht handelt es sich beim Octopamin um ein Amin, genauer um ein biogenes Amin.
Bei der Biosynthese entsteht Octopamin aus Tyrosin. Dieses wird durch das Enzym Tyrosindecarboxylase zu Tyramin umgesetzt. Das Enzym Tyramin-β-hydroxylase setzt Tyramin zu Octopamin um.

## Physiologische Funktion
Octopamin dient zur Steuerung komplexer Verhaltensmuster (Sozialverhalten, Flucht, Nahrungsaufnahme) bei wirbellosen Tieren und erhöht die Erregbarkeit von Muskelzellen. Es ist in Leuchtorganen vorhanden und an der Steuerung der Stoffwechselaktivität beteiligt.
Bei Insekten und Krebsarten ist Octopamin dafür bekannt, dass es eine wichtige Rolle in der Regulierung von Aggressivität- und Rückzugverhalten im Kampf spielt.
Bekannte Antagonisten des Octopamin sind Chlorpromazin, Phentolamin und Cyproheptadin.

## Sonstiges
Aufgrund seiner physiologischen Eigenschaften ist Octopamin ein Bestandteil in manchen Nahrungsergänzungsmitteln, da es die Verbrennung von Körperfetten aktivieren soll. 
Health-Claims nach der europäischen Health-Claims-Verordnung bestehen nicht.
Die Welt-Anti-Doping-Organisation (WADA) führt Octopamin auf der Liste der verbotenen Substanzen, da es leistungssteigernd wirkt. Weil es in gängigen Nahrungsergänzungsmitteln vorkommt, besteht bei Leistungssportlern die Gefahr des ungewollten Dopings.